# Finch (rapper)
Finch, pseudonimo di Nils Wehowsky (Lipsia, 13 aprile 1990), è un rapper tedesco, streamer di Twitch, YouTuber e battlerapper.

## Vita e formazione
Wehowsky è nato a Francoforte sull'Oder, nella Germania Est, ed è cresciuto nella vicina città di Fürstenwalde. Ha fatto un'apprendistato in meccanica e ha lavorato per cinque anni nel settore privato, dopodiché ha studiato ingegneria elettrica. Si è trasferito a lavorare nel distretto di Lichtenberg a Berlino nel 2013.

## Carriera
Wehowsky ha raggiunto la notorietà nel programma tedesco di battlerap Rap am Mittwoch utilizzando lo psudonimo di Finch Asozial (stilizzato FiNCH ASOZiAL). Ha iniziato a caricare regolarmente le sue canzoni sul suo canale YouTube nel 2014 e ha pubblicato il suo singolo d'esordio Ostdeutscher Hasselhoff nell'agosto 2016. Seguì nell'agosto 2018 il suo EP Fliesentisch Romantik. Nel luglio 2018, ha preso parte a un battlerap con il rapper Clep sul canale YouTube TopTierTakeover. Il loro video ha ottenuto oltre un milione di visualizzazioni. Ha pubblicato il suo singolo Departure nel dicembre 2018 e in due settimane ha raggiunto il 63º posto nella classifica dei singoli tedeschi. Questa è stata la sua prima canzone ad entrare in classifica e il suo video musicale ha oltre 20 milioni di visualizzazioni su Youtube. Il suo primo album in studio Dorfdisko è stato pubblicato l'8 marzo 2019 e ha rapidamente raggiunto il secondo posto nella classifica degli album tedeschi. Il 14 febbraio 2020 è stato pubblicato il suo secondo album Finchi's Love Tape, che ha raggiunto anch'esso il secondo posto in classifica. Ha iniziato il suo canale Twitch sweetfinchiboy90 nel 2020, su cui trasmette regolarmente videogiochi.
Nel maggio 2021 ha annunciato, tramite il suo profilo Instagram, che d'ora in poi si sarebbe esibito solo con il nome d'arte di Finch (avendo precedentemente usato Finch Asozial). Aveva già rinominato tutti i suoi canali social di conseguenza e ha pubblicato il singolo Keine bösen Wörter nell'aprile 2021 con il nome d'arte Finch. Il motivo che ha dato per il cambiamento è che non voleva "che le persone pregi
udicassero la mia musica - senza conoscermi, senza aver mai sentito la mia musica". Il suo terzo album Rummelbums è stato pubblicato il 17 febbraio 2022. L'album ha raggiunto il primo posto nella classifica degli album tedeschi.

## Stile
Lo stile di Wehowsky riflette il suo background della Germania Est; indossa "una cresta e tute in poliestere" e utilizza la cultura e gli stereotipi della Germania Est favorevolmente nei suoi video musicali. Scrive anche i suoi testi satirici in linguaggio volgare, caratterizzati dalla nostalgia e da un atteggiamento prevalentemente positivo verso la moderna Germania Est e l'uso eccessivo di droghe. Secondo Wehowsky, queste estetiche sono basate sulla Germania Est degli anni '80.

## Discografia

### Album in studio
| Anno | Titolo             | Etichetta discografica      | Posizione in classifica | Posizione in classifica | Posizione in classifica |
| Anno | Titolo             | Etichetta discografica      | Germania                | Austria                 | Svizzera                |
| ---- | ------------------ | --------------------------- | ----------------------- | ----------------------- | ----------------------- |
| 2019 | Dorfdisko          | Walk This Way Records (WMG) | 2 (8 settimane)         | 18 (1 settimana)        | 32 (1 settimana)        |
| 2020 | Finchi's Love Tape | Walk This Way Records (WMG) | 2 (9 settimane)         | 18 (1 settimana)        | 17 (1 settimana)        |
| 2022 | Rummelbums         | Walk This Way Records (UMG) | 1 (5 settimane)         | 23 (2 settimane)        | 9 (1 settimana)         |
| 2023 | Dorfdisko zwei     | Walk This Way Records (UMG) | 1                       | -                       | -                       |